# 永川体育中心
永川体育中心（えいせんたいいくちゅうしん、簡体字中国語: 永川体育中心）は、中華人民共和国の重慶市にある多目的スタジアム。

## 概要
収容人数は25,000人、総敷地面積は19.47ヘクタール。隣に体育館を併設している。主にサッカーの試合に用いられる。
2011年に中国サッカー・甲級リーグに所属する重慶力帆がホームスタジアムとして利用していた。